# Copa d'Europa de futbol 1969-70
La Copa d'Europa de futbol 1969-70 fou l'edició número 15 en la història de la competició. Es disputà entre l'octubre de 1969 i el maig de 1970, amb la participació inicial de 33 equips de 32 federacions diferents.
La competició fou guanyada pel Feyenoord a la final davant del Celtic de Glasgow a la pròrroga. Fou el primer cop que un equip neerlandès guanyà la competició d'un total de quatre consecutives. Durant aquesta edició l'abandonaren les repeticions dels partits en cas d'empat, en favor de la regla del valor doble dels gols en camp contrari o si encara en mantenia l'empat, pel llançament de moneda a l'aire.

## Ronda preliminar
| Equip 1 | Global | Equip 2              | Anada | Tornada |
| ------- | ------ | -------------------- | ----- | ------- |
| TPS     | 0-5    | Kjøbenhavns Boldklub | 0-1   | 0-4     |

## Primera ronda
| Equip 1                  | Global | Equip 2              | Anada | Tornada |
| ------------------------ | ------ | -------------------- | ----- | ------- |
| Hibernians               | 2-6    | Spartak Trnava       | 2-2   | 0-4     |
| Galatasaray              | 5-2    | Waterford United     | 2-0   | 3-2     |
| Arad                     | 1-10   | Legia Varsòvia       | 1-2   | 0-8     |
| Bayern de Múnic          | 2-3    | AS Saint-Étienne     | 2-0   | 0-3     |
| Vorwärts Berlin          | 3-1    | Panathinaikos FC     | 2-0   | 1-1     |
| Estrella Roja de Belgrad | 12-2   | Linfield             | 8-0   | 4-2     |
| AC Milan                 | 8-0    | Avenir Beggen        | 5-0   | 3-0     |
| KR                       | 2-16   | Feyenoord            | 2-12  | 0-4     |
| Standard Liège           | 4-1    | Dinamo Tirana        | 3-0   | 1-1     |
| Olympiakos Nicosia       | 1-14   | Reial Madrid         | 0-8   | 1-6     |
| Leeds                    | 16-0   | Lyn                  | 10-0  | 6-0     |
| CSKA Septemvrijsko Zname | 3-5    | Ferencvárosi TC      | 2-1   | 1-4     |
| FC Basel                 | 0-2    | Celtic FC            | 0-0   | 0-2     |
| SL Benfica               | 5-2    | Kjøbenhavns Boldklub | 2-0   | 3-2     |
| Austria Viena            | 2-5    | Dinamo Kiev          | 1-2   | 1-3     |
| ACF Fiorentina           | 3-1    | Östers               | 1-0   | 2-1     |

## Segona ronda
| Equip 1         | Global | Equip 2                  | Anada | Tornada |
| --------------- | ------ | ------------------------ | ----- | ------- |
| Spartak Trnava  | 1-1¹   | Galatasaray              | 1-0   | 0-1     |
| Legia Varsòvia  | 3-1    | AS Saint-Étienne         | 2-1   | 1-0     |
| Vorwärts Berlin | 4-4²   | Estrella Roja de Belgrad | 2-1   | 2-3     |
| AC Milan        | 1-2    | Feyenoord                | 1-0   | 0-2     |
| Standard Liège  | 4-2    | Reial Madrid             | 1-0   | 3-2     |
| Leeds           | 6-0    | Ferencvárosi TC          | 3-0   | 3-0     |
| Celtic FC       | 3-33   | SL Benfica               | 3-0   | 0-3     |
| Dinamo Kiev     | 1-2    | ACF Fiorentina           | 1-2   | 0-0     |

¹ Galatasaray passà a quarts de final pel llançament de moneda.
² Vorwärts Berlin passà a quarts de final per la regla del valor doble dels gols en camp contrari.
3 Celtic passà a quarts de final pel llançament de moneda.

## Quarts de final
| Equip 1         | Global | Equip 2        | Anada | Tornada |
| --------------- | ------ | -------------- | ----- | ------- |
| Galatasaray     | 1-3    | Legia Varsòvia | 1-1   | 0-2     |
| Vorwärts Berlin | 1-2    | Feyenoord      | 1-0   | 0-2     |
| Standard Liège  | 0-2    | Leeds          | 0-1   | 0-1     |
| Celtic FC       | 3-1    | ACF Fiorentina | 3-0   | 0-1     |

## Semifinals
| Equip 1        | Global | Equip 2   | Anada | Tornada |
| -------------- | ------ | --------- | ----- | ------- |
| Legia Varsòvia | 0-2    | Feyenoord | 0-0   | 0-2     |
| Leeds          | 1-3    | Celtic FC | 0-1   | 1-2     |

## Final
| Feyenoord                  | 2-1 | Celtic FC   |
| -------------------------- | --- | ----------- |
| Israël 31' · Kindvall 117' |     | Gemmell 29' |

| Guanyador de la Copa d'Europa 1969-70 |
| ------------------------------------- |
| Feyenoord Primer títol                |